# Pyrausta glaucoleuca
Pyrausta glaucoleuca là một loài bướm đêm trong họ Crambidae.